# USS Salt Lake City (CA-25)
USS Salt Lake City (CA-25) byl těžký křižník třídy Pensacola, který v řadách amerického námořnictva bojoval v druhé světové válce.
V době útoku na Pearl Harbor Salt Lake City doprovázel letadlovou loď USS Enterprise z atolu Wake. Poté se připojil k operačnímu svazu TF 8, se kterým uskutečnil nájezd na ostrov Minami Torishima a nájezd na Marshallovy a Gilbertovy ostrovy. V dubnu 1942 doprovázel americké letadlové lodě při Doolitlově náletu na Tokio. Po náletu se však svaz nestihl vrátit dostatečně rychle, aby se připojil ke zbytku letadlových lodí v bitvě v Korálovém moři.
Účastnil se bitvy u Midway a u Guadalcanalu (všude i se svou sesterskou lodí USS Pensacola). Dále bojoval v bitvě u mysu Esperance a bitvě u Komandorských ostrovů, kde ho vážně poškodily japonské těžké křižníky Nači a Maja. Poškození však utržil i japonský vlajkový křižník Nači. Japonský velitel viceadmirál Boširó Hasogaja, se začal obávat leteckého útoku, nařídil místo doražení znehybněného amerického křižníku ústup, díky čemuž japonský svaz nesplnil hlavní úkol - dodávku zásob pro japonský výsadek na okupovaných Aleutských ostrovech.
Křižník přečkal válku a byl použit v operaci Crossroads, tedy v jaderných testech na atolu Bikini. Salt Lake City přečkal dva jaderné výbuchy a nakonec byl potopen 25. května 1948 jako cvičný cíl.